# Robert Héraud
Pour les articles homonymes, voir Héraud.
Robert Héraud, né le 7 avril 1922 à Bordeaux (Gironde) et mort le 12 juin 2005 à Quiberon (Morbihan), est un homme politique français.

## Biographie
Docteur en médecine, il est élu député de la troisième circonscription de Seine-et-Marne en 1978 en battant le candidat RPR Alain Bournazel. Il est par ailleurs nommé conseiller régional d'Ile-de-France. Candidat à sa réélection en 1981, il est cependant défait par le socialiste Robert Le Foll.
En 1982, il devient conseiller général du canton de Crécy-la-Chapelle et vice-président du conseil général chargé des affaires culturelles et sociales, de la jeunesse et du sport. Il ne se représente pas en 1988 et s'installe dans le Morbihan.
L'année suivante, il remporte dès le premier tour les élections municipales à Quiberon, distançant largement le maire sortant Jacques Desmas. À nouveau candidat en 1995, il est sévèrement battu par le divers droite Jean-Michel Belz.

## Détail des fonctions et des mandats
Mandat parlementaire
- 19 mars 1978 - 22 mai 1981 : député de la 3e circonscription de Seine-et-Marne

Mandats locaux
- 21 mars 1982 - 25 septembre 1988 : conseiller général du canton de Crécy-la-Chapelle et vice-président du conseil général
- mars 1989 - juin 1995 : maire de Quiberon (Morbihan)

## Décorations et distinctions
- Officier de la Légion d'honneur (1968)
- Commandeur de l'ordre national du Mérite (1976)
- Commandeur de l'ordre des Palmes académiques (1973)
- Commandeur de l'ordre du Mérite sportif‎ (1961)
- Commandeur de l'ordre du Mérite social (1962)